# Episodi di Les Revenants (seconda stagione)

Dall'episodio 6, Esther, le vittime di Serge.

La seconda ed ultima stagione della serie televisiva Les Revenants, composta da otto episodi, è stata trasmessa in Francia per la prima volta dall'emittente Canal+ dal 28 settembre al 19 ottobre 2015.
In Italia la stagione è andata in onda in prima visione sul canale satellitare Sky Atlantic, a 24 ore di distanza dalla Francia, dal 29 settembre al 20 ottobre 2015.
| nº | Titolo originale | Titolo italiano | Prima TV Francia  | Prima TV Italia   |
| -- | ---------------- | --------------- | ----------------- | ----------------- |
| 1  | L'Enfant         | Il bambino      | 28 settembre 2015 | 29 settembre 2015 |
| 2  | Milan            | Milan           | 28 settembre 2015 | 29 settembre 2015 |
| 3  | Morgane          | Morgane         | 5 ottobre 2015    | 6 ottobre 2015    |
| 4  | Virgil           | Virgil          | 5 ottobre 2015    | 6 ottobre 2015    |
| 5  | Madame Costa     | Mme Costa       | 12 ottobre 2015   | 13 ottobre 2015   |
| 6  | Esther           | Esther          | 12 ottobre 2015   | 13 ottobre 2015   |
| 7  | Etienne          | Etienne         | 19 ottobre 2015   | 20 ottobre 2015   |
| 8  | Les Revenants    | Les Revenants   | 19 ottobre 2015   | 20 ottobre 2015   |

## Il bambino
- Diretto da: Fabrice Gobert e Frédéric Goupil
- Scritto da: Fabrice Gobert, Audrey Fouché, Coline Abert, Fabien Adda

I superstiti della città allagata sei mesi prima, tutt’ora sotto il livello delle acque, sono stati evacuati, molti hanno abbandonato la città. Non si è saputo più nulla dei gendarmi usciti a difendere la sede della Mano Tesa. Adèle sta per partorire il figlio concepito con Simon. Chi sa la verità sul ritorno dei morti, non viene creduto dalle autorità. Arriva in città un nuovo responsabile della diga, Berg. Molti revenants dell’ondata precedente si nascondono ancora in città, nelle case container predisposte dopo la tragedia. Sembra sia in corso una nuova ondata di resurrezioni: tra i nuovi arrivati Audrey, che era morta insieme a Camille nell’incidente dell’autobus, e Hélène, la madre del piccolo Victor.

## Milan
- Diretto da: Fabrice Gobert e Frédéric Goupil
- Scritto da: Fabrice Gobert, Audrey Fouché, Coline Abert, Fabien Adda

### Trama
Nella nuova ondata di ritorni, oltre a Audrey, c’è un altro compagno di Camille morto nell’incidente dell’autobus, Esteban. I suoi genitori si erano tolti la vita al ritorno di Camille, nella speranza di “raggiungerlo”. Entrambi i ragazzi si nascondono a casa di Camille e della madre Claire, che fa di tutto perché i ragazzi non vadano insieme all’orda dei revenants, ma questi ultimi la aggrediscono e la picchiano.
Malgrado il parere contrario di Léna, Toni (“ritornato” dopo essersi sparato allo stomaco, sotto l'influenza di Victor) si lascia convincere da Pierre a seguirlo alla Mano Tesa, dove viene chiuso nel sotterraneo. Léna fugge a casa di Serge, dove però è tornato anche il padre Milan: è lui l’istigatore dell’incursione di 35 anni prima in cui furono uccisi Victor (che in realtà si chiama Louis), la madre e il fratellino.
Adèle si trova a partorire quando il feto, a soli sei mesi, ha già le dimensioni di un bambino di otto mesi. Rifiuta di prendersene cura, ma quando il neonato sta per morire a causa di una crisi respiratoria, le basta sfiorarlo con un dito perché il suo cuore riprenda a battere. Simon torna in città appena saputo della nascita del figlio. Mentre cercano Audrey nel bosco, le forze dell’ordine trovano i cadaveri legati agli alberi dei 21 gendarmi che alla fine della prima serie avevano fronteggiato l’orda dei revenants.

## Morgane
- Diretto da: Fabrice Gobert e Frédéric Goupil
- Scritto da: Fabrice Gobert, Audrey Fouché, Coline Abert

### Trama
Esplorando a monte della diga, Berg rinviene un’enorme faglia verticale, simile a un vasto pozzo. I militari la esplorano di persona e poi con una telecamera, sembra di distinguere sul fondo una forma umana. Dopo la madre Hélène “ritorna” anche Paul, il fratello di Victor, e davanti alla famiglia riunita Julie si sente di troppo. Malgrado Victor le dica che ha bisogno di lui, decide di andarsene e attraversa il lago per tornare sul lato dove vivono i sopravvissuti all’inondazione. Milan ordina al figlio Serge di uccidere Léna, il ragazzo finge ma viene scoperto: a questo punto spara con il fucile al padre per proteggere la ragazza, quindi la porta ferita dalla sorella.
Lucy teme il ritorno di Milan, perché fu proprio lui a ucciderla insieme a Morgane, il fidanzato, appena ritornato in vita. Pierre tiene segregato Toni perché pretende che gli dica dove si trovano gli altri revenants.

## Virgil
- Diretto da: Fabrice Gobert e Frédéric Goupil
- Scritto da: Fabrice Gobert, Audrey Fouché, Fabien Adda

### Trama
Indipendentemente gli uni dagli altri, prima Julie, poi Jerôme e Berg si recano nel villaggio in altitudine dove vivevano i Levanski, la famiglia di Victor, risparmiato dal crollo della diga 35 anni fa. Dopo la tragedia, molti ritenevano per superstizione Victor responsabile di quanto era successo, perché gli attribuivano poteri demoniaci. Per convincere i Levanski a andarsene, Milan aveva organizzato una spedizione punitiva finita in tragedia. Nello stesso periodo Milan aveva anche assassinato Virgil, giovane delinquente che aveva sequestrato e tenuto in cantina per “redimerlo”.
Serge trascina il padre a casa e lo getta nella stessa cantina; quando riprende vita, gli spara di nuovo per impedirgli di continuare a fare del male. Simon ha portato il neonato da Lucy, che l’ha affidato a una copia di revenants appena tornati; ma quando scopre che sono i suoi propri genitori, Simon lo porta via per riconsegnarlo alla madre Adèle. Porta con sé anche Audrey, che vorrebbe ritrovare i genitori.
Lucy prende in consegna Milan e durante la notte lo getta nel lago con un peso al collo;  intanto Serge si reca alla Mano Tesa dove libera il fratello Toni.

## Mme Costa
- Diretto da: Fabrice Gobert e Frédéric Goupil
- Scritto da: Fabrice Gobert, Audrey Fouché, Coline Abert

### Trama
35 Anni prima, tre mesi dopo la rottura della diga, il piccolo Louis prevede in un disegno la morte accidentale di Mme Costa. Al tempo presente: in uno dei suoi incubi, che secondo lui si avverano sempre, il bambino vede Julie in pericolo. Si fa accompagnare da Mme Costa nell’altra parte della città, i revenants zombi non li fermano, al contrario di ciò che fanno con chi vuole abbandonare il Domaine, il comprensorio dall’altra parte del lago che tutti credono abbandonato.
Adèle, Simon e i due bambini, in fuga dai revenants, trovano alloggio nella chiesa, dove battezzano il neonato con il nome di Nathan. Berg e Jerôme agiscono di comune intento, hanno trovato una relazione tra i disegni di Victor/Louis e le morti violente di molti abitanti della città, gli stessi che adesso stano ritornando. Audrey, che ha attraversato il lago insieme a Simon, rivela loro dov’è il Domaine; Jerôme avverte la madre che Audrey è tornata, ma la donna la consegna a Pierre, che la sequestra e chiude nel sotterraneo della Mano Tesa. Pierre e i suoi considerano malvagi tutti i revenants, dopo l’assalto di sei mesi prima.
Julie si reca in ospedale dove M. Levanski, il suo ex cliente di quando lavorava come infermiera, è in coma. Un’infermiera riconosce in lei una delle persone scomparse dopo l’inondazione, e le permette di nascondersi in una camera d’ospedale vuota. Al risveglio a casa Toni, dopo essere stato liberato dal sotterraneo della Mano Tesa, trova otto giovani donne, e intuisce che sono le vittime assassinate da suo fratello Serge nel sottopasso.

## Esther
- Diretto da: Fabrice Gobert e Frédéric Goupil
- Scritto da: Fabrice Gobert, Audrey Fouché, Fabien Adda

### Trama
Toni obbliga il fratello a accompagnare una delle sue vittime, Esther, alla ricerca dei genitori, ma la casa dove vivevano è una di quelle evacuate. Esther li guida al sottopassaggio dove è stata assassinata da Serge, e ricorda che un attimo prima il piccolo Louis tentò di metterla in guardia.
Mme Costa e Louis arrivano a casa di Julie, la quale però si trova in ospedale. Vengono sorpresi da due seguaci di Pierre, sono armati e uno dei due spara alla donna. Louis lo spinge a gettarsi dalla finestra. Intanto il signor Levanski esce dal coma, e Julie viene a sapere da lui che Louis non è veramente suo figlio, lo tenne con sé perché si era presentato un giorno alla porta di casa sua, senza alcuna memoria.
Il corpo di Thomas, promesso sposo di Adèle, viene ritrovato; lei si reca con il bambino alla gendarmeria, me viene trattenuta. I sommozzatori che tentano di chiudere i canali sotterranei mediante i quali si alimenta il lago, trovano sul fondo il corpo di Milan, che una volta portato a galla riprende vita.
Finalmente Jerôme e Berg raggiungono il Domaine attraverso il bosco, incontrano per caso Léna che li porta alla casa dove si nascondono la madre e la sorella; così tutta la famiglia Séguret è riunita, ma quando tentano di uscire dal Domaine vengono fermati dall’orda.

## Etienne
- Diretto da: Fabrice Gobert e Frédéric Goupil
- Scritto da: Fabrice Gobert, Audrey Fouché, Fabien Adda

### Trama
35 anni prima, fu Milan a organizzare il suicidio rituale di tutti i membri della setta che lui stesso aveva fondato dopo il crollo della diga; l’ultimo della serie di suicidi, Pierre, dopo aver sparato a Milan non ebbe il coraggio di uccidersi. Pochi giorni dopo Louis tentò di avvertire l’ingegner Étienne Berg, progettista della diga, che sarebbe crollata, poi si installò a casa Levanski.
Nel Domaine, i Séguret tentano ancora una volta di uscire e questa volta non vengono fermati: anzi incappano nei militari che stanno ispezionando la zona, e vengono portati al comando. Berg, uscito da solo dal Domaine, vede i revenants guidati da Lucy, fra di loro c’è il padre che ha perso la memoria. Lo accompagna alla casa dove vivevano; è lui il progettista della diga, crollata annegando centinaia di cittadini.
Il comandante militare ha sempre più evidenza del “ritorno” di persone morte, da Milan a Simon a Camille. Milan è convinto che sia Louis/Victor a tirare le fila delle morti e delle rinascite, vede in lui una sorta di profeta; il capitano della gendarmeria dopo un incontro con Milan ha visioni e spara ai colleghi, ma viene abbattuto. Louis procura un corto circuito che fa saltare l’elettricità nella stazione di polizia, i Séguret riescono a fuggire, ma Adèle non può perché Nathan è scomparso. Si mette  cercarlo con l’aiuto di Simon.

## Les Revenants
- Diretto da: Fabrice Gobert e Frédéric Goupil
- Scritto da: Fabrice Gobert e Audrey Fouché

### Trama
Trentasei anni prima Lucy arriva in città, trova lavoro e alloggio nel bar di Milan, in attesa di "colui che dovrà arrivare per aiutarla", secondo lei un ragazzino. Dopo l’assalto a casa Levanski finito in tragedia, il padre, unico sopravvissuto, scopre che Louis è tornato in vita. Lo nasconde in casa per 35 anni senza che invecchi, ma quando muore il bambino desidera con tanta intensità che lui torni in vita da causare il ritorno dei primi revenants: Simon, Camille, Serge, Mme Costa.
Tempo presente. I Séguret cercano di allontanarsi portando con sé Camille, ma gli uomini della Mano Tesa li fermano; Frédéric uccide la ragazzina, Virgil riesce a farla tornare in vita. Camilel convince la famiglia che deve andarsene insieme ai revenants. I Séguret lasciano la città. Nei sotterranei della Mano Tesa, Sandrine muore e la figlia, ancora incatenata, le divora il fegato. I seguaci di Pierre perdono fiducia in lui dopo la morte di Sandrine. Louis/Victor arriva a liberare Julie dallo scantinato. Lucy riesce a ricompattare i revenants intorno a sé, crede sia grazie al potere del  piccolo Nathan. Lasciano la città avvicinandosi a una delle cave aperte nel terreno.
Victor convince Julie a lasciarlo andare con gli altri, in modo che non si avveri il sogno in cui la vede morire. Pierre si spara un colpo in testa davanti a Milan, il gesto che non aveva fatto 35 anni prima durante il suicidio rituale della setta. Julie raggiunge i revenants sull’orlo della fossa, non riesce a vivere senza Victor; il bambino si convince che è possibile cambiare il futuro, e lo desidera così forte che Julie riapre gli occhi fuori dalla voragine, anche se vi si era gettata. I revenants sono scomparsi e la faglia è piena d’acqua.
Nell’ultima scena, su chiesta di Victor, Lucy abbandona il piccolo Nathan alla porta di una famiglia sconosciuta, in città.